# Reversing Falls Railway Bridge

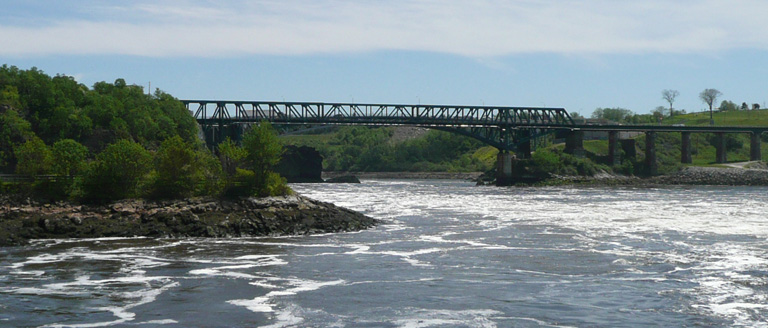
Reversing Falls Railway Bridge

Die Reversing Falls Railway Bridge ist eine stählerne Fachwerkbrücke über den Saint John River in Saint John in der kanadischen Provinz New Brunswick. Die Brücke überquert den Fluss auf Höhe der sogenannten Reversing Falls kurz vor dessen Mündung in die Bay of Fundy. Die erste Brücke an dieser Stelle wurde 1885 unmittelbar nördlich einer Straßenbrücke gebaut, die den Namen Reversing Falls Bridge trug. Die Brücke war 372 Meter lang und trug eine eingleisige Eisenbahnstrecke.
Sie wurde durch die St. John Bridge and Railway Extension Company gebaut, die der Stadt St. John gehörte und sich zur Aufgabe gemacht hatte, die beiden Abschnitte der früheren European and North American Railway zu verbinden. Der östliche Abschnitt nach Moncton wurde in den 1870er Jahren durch die Intercolonial Railway übernommen, der westliche Abschnitt war seit 1883 in Besitz der New Brunswick Railway (NBR) bzw. deren Tochtergesellschaft, der St. John and Maine Railway. Die St. John Bridge and Railroad Extension Company wurde nach Fertigstellung der Brücke von der NBR gekauft. Die NBR wurde 1890 ihrerseits durch die Canadian Pacific Railway übernommen.
Um schwerere Züge transportieren zu können, wurde die alte Brücke 1921 abgerissen und durch einen sehr ähnlich aufgebauten Neubau ersetzt, der Ende 1921 in Betrieb ging. Seit dem 1. Januar 1995 gehört die Brücke der New Brunswick Southern Railway, nachdem die Canadian Pacific die Strecke zu diesem Zeitpunkt stilllegen wollte.